# Luftwaffenbefehlshaber Mitte
Der Luftfwaffenbefehlshaber Mitte war eine Kommandobehörde der Luftwaffe der Wehrmacht die am 24. März 1941, während des Zweiten Weltkrieges, aufgestellt wurde und einer Luftflotte gleichgestellt war.

## Geschichte
Die Kommandobehörde des Luftfwaffenbefehlshabers Mitte entstand am 24. März 1941 aus dem Befehlshabers der Luftverteidigung in den Luftgauen III und IV in Berlin-Wannsee. Ihre Hauptaufgabe war, die Aufklärung und Bekämpfung von Einflügen feindlicher Flugzeuge in das Reichsgebiet bei Tag und bei Nacht. Dazu waren ihr Tagjagd- und Nachtjagdverbände sowie die regionalen Luftgau-Kommandos mit ihren Flakverbänden und die erforderlichen Nachrichtenverbände zur technischen Luftaufklärung unterstellt. Ihr Schwerpunkt war die Bekämpfung der alliierten Luftangriffe des britischen Bomber Command bei Nacht und der 8. und 15. US-Luftflotte bei Tag. Am 5. Februar 1944 wurde die Kommandobehörde des Luftwaffenbefehlshabers Mitte in Luftflotte Reich umbenannt.

## Führung
| Oberbefehlshaber                  | von               | bis               |
| --------------------------------- | ----------------- | ----------------- |
| Generaloberst Hubert Weise        | 24. März 1941     | 23. Dezember 1943 |
| Generaloberst Hans-Jürgen Stumpff | 23. Dezember 1943 | 5. Februar 1944   |

| Chef des Generalstabs                           | von              | bis             |
| ----------------------------------------------- | ---------------- | --------------- |
| Oberst Wolfgang Pickert                         | 24. März 1941    | 24. Mai 1942    |
| Generalmajor Walter Boenicke                    | 25. Juni 1942    | 2. Juni 1943    |
| Generalmajor Sigismund Freiherr von Falkenstein | 1. November 1943 | 5. Februar 1944 |

## Unterstellte Verbände
| 1. August 1941        | | |
| --------------------- | --- | --- |
| 1. August 1941        | 1. Nachtjagd-Division | Stab, I., II. und III./Nachtjagdgeschwader 1 |
| 1. August 1941        | Luftgau-Kommando III | 1. Flak-Brigade; 2. Flak-Brigade; Luftverteidigungskommando 1; Flughafen-Bereichs-Kommando 1/III; Flughafen-Bereichs-Kommando 3/III; Flughafen-Bereichs-Kommando 4/III; Flughafen-Bereichs-Kommando 5/III; Flughafen-Bereichs-Kommando 9/III; Flughafen-Bereichs-Kommando 10/III |
| 1. August 1941        | Luftgau-Kommando IV | Flakgruppe Dresden; Luftverteidigungskommando 2; Flughafen-Bereichs-Kommando 1/IV; Flughafen-Bereichs-Kommando 2/IV; Flughafen-Bereichs-Kommando 3/IV; Flughafen-Bereichs-Kommando 4/IV; Flughafen-Bereichs-Kommando 7/IV; Flughafen-Bereichs-Kommando 8/IV |
| 1. August 1941        | Luftgau-Kommando VI | Flak-Brigade VI; Flak-Brigade X; Luftverteidigungskommando 4; Luftverteidigungskommando 7; Flughafen-Bereichs-Kommando 1/VI; Flughafen-Bereichs-Kommando 2/VI; Flughafen-Bereichs-Kommando 3/VI; Flughafen-Bereichs-Kommando 4/VI |
| 1. August 1941        | Luftgau-Kommando VII | Flughafen-Bereichs-Kommando 2/VII; Flughafen-Bereichs-Kommando 3/VII; Flughafen-Bereichs-Kommando 4/VII; Flughafen-Bereichs-Kommando 5/VII; Flughafen-Bereichs-Kommando 6/VII; Flughafen-Bereichs-Kommando 7/VII; Flughafen-Bereichs-Kommando 11/VII |
| 1. August 1941        | Luftgau-Kommando VIII | Flughafen-Bereichs-Kommando Breslau-Schöngarten; Flughafen-Bereichs-Kommando Brieg |
| 1. August 1941        | Luftgau-Kommando XI | 8. Flak-Brigade; Luftverteidigungskommando 3; Luftverteidigungskommando 8; Flughafen-Bereichs-Kommando 1/XI; Flughafen-Bereichs-Kommando 3/XI; Flughafen-Bereichs-Kommando 5/XI; Flughafen-Bereichs-Kommando 6/XI; Flughafen-Bereichs-Kommando 7/XI; Flughafen-Bereichs-Kommando 9/XI; Flughafen-Bereichs-Kommando 12/XI; Flughafen-Bereichs-Kommando 13/XI; Flughafen-Bereichs-Kommando 14/XI; Flughafen-Bereichs-Kommando 15/XI; Flughafen-Bereichs-Kommando 16/XI; Flughafen-Bereichs-Kommando 17/XI |
| 1. August 1941        | Luftgau-Kommando XII | Luftverteidigungskommando 5; Flughafen-Bereichs-Kommando 1/XII; Flughafen-Bereichs-Kommando 2/XII; Flughafen-Bereichs-Kommando 3/XII; Flughafen-Bereichs-Kommando 4/XII; Flughafen-Bereichs-Kommando 11/XII; Flughafen-Bereichs-Kommando 1/XIII; Flughafen-Bereichs-Kommando 6/XIII |
| 28. Juni 1942         | | |
| direkt unterstellt    | I./Kampfgeschwader z.b.V. 1; Kampfgruppe z.b.V. 172 | |
| XII. Fliegerkorps     | Jagdfliegerführer Mitteldeutschland; Stab, I., II. und IV./Jagdgeschwader 1; 1. Flakscheinwerfer-Division; 2. Flakscheinwerfer-Division | |
| Luftgau-Kommando III  | 1. Flak-Division; 14. Flak-Division; Flakgruppe Stettin; Flakgruppe Magdeburg; Flakgruppe Dresden; Flughafen-Bereichs-Kommando 1/III; Flughafen-Bereichs-Kommando 3/III; Flughafen-Bereichs-Kommando 4/III; Flughafen-Bereichs-Kommando 5/III; Flughafen-Bereichs-Kommando 9/III; Flughafen-Bereichs-Kommando 2/IV; Flughafen-Bereichs-Kommando 3/IV; Flughafen-Bereichs-Kommando 4/IV; Flughafen-Bereichs-Kommando 7/IV; Flughafen-Bereichs-Kommando 8/IV         | |
| Luftgau-Kommando VI   | 4. Flak-Division; 7. Flak-Division; Flak-Brigade X; Flughafen-Bereichs-Kommando 1/VI; Flughafen-Bereichs-Kommando 2/VI; Flughafen-Bereichs-Kommando 3/VI; Flughafen-Bereichs-Kommando 4/VI | |
| Luftgau-Kommando VII  | Flughafen-Bereichs-Kommando 2/VII; Flughafen-Bereichs-Kommando 4/VII; Flughafen-Bereichs-Kommando 6/VII; Flughafen-Bereichs-Kommando 11/VII | |
| Luftgau-Kommando XI   | 3. Flak-Division; 8. Flak-Division; 8. Flak-Brigade; 15. Flak-Brigade; Flughafen-Bereichs-Kommando 1/XI; Flughafen-Bereichs-Kommando 3/XI; Flughafen-Bereichs-Kommando 6/XI; Flughafen-Bereichs-Kommando 9/XI; Flughafen-Bereichs-Kommando 12/XI; Flughafen-Bereichs-Kommando 13/XI; Flughafen-Bereichs-Kommando 15/XI; Flughafen-Bereichs-Kommando 16/XI; Flughafen-Bereichs-Kommando 17/XI; Flughafen-Bereichs-Kommando 24/XI; Flughafen-Bereichs-Kommando 25/XI | |
| Luftgau-Kommando XII  | 5. Flak-Division; Flughafen-Bereichs-Kommando 1/XII; Flughafen-Bereichs-Kommando 2/XII; Flughafen-Bereichs-Kommando 4/XII; Flughafen-Bereichs-Kommando 11/XII; Flughafen-Bereichs-Kommando 1/XIII; Flughafen-Bereichs-Kommando 6/XIII | |
| 1. März 1943          | | |
| XII. Fliegerkorps     | 1. Jagd-Division; 2. Jagd-Division; 3. Jagd-Division; 4. Jagd-Division | |
| 10. Flieger-Division  | Fliegeranwärter-Bataillon „Monte Rosa“; Fliegeranwärter-Bataillon II; Fliegeranwärter-Bataillon III; Fliegeranwärter-Bataillon IV; Fliegeranwärter-Bataillon V; Fliegeranwärter-Bataillon VI; Fliegeranwärter-Bataillon VII | |
| Luftgau-Kommando III  | 1. Flak-Division; 14. Flak-Division; Flakgruppe Stettin; Flakgruppe Magdeburg; Flakgruppe Dresden; Flughafen-Bereichs-Kommando 1/III; Flughafen-Bereichs-Kommando 3/III; Flughafen-Bereichs-Kommando 4/III; Flughafen-Bereichs-Kommando 5/III; Flughafen-Bereichs-Kommando 7/III; Flughafen-Bereichs-Kommando 9/III | |
| Luftgau-Kommando VI   | 4. Flak-Division; 7. Flak-Division; Flughafen-Bereichs-Kommando 1/VI; Flughafen-Bereichs-Kommando 3/VI; Flughafen-Bereichs-Kommando 4/VI | |
| Luftgau-Kommando VII  | 4. Flak-Brigade; Flughafen-Bereichs-Kommando 2/VII; Flughafen-Bereichs-Kommando 6/VII; Flughafen-Bereichs-Kommando 11/VII | |
| Luftgau-Kommando VIII | Flakgruppe Posen; Flakgruppe Litzmannstadt; Flughafen-Bereichs-Kommando 1/VIII; Flughafen-Bereichs-Kommando 2/VIII; Flughafen-Bereichs-Kommando 4/VIII | |
| Luftgau-Kommando XI   | 3. Flak-Division; 8. Flak-Division; 8. Flak-Brigade; 15. Flak-Brigade; Flugabwehrkommando Dänemark; Flughafen-Bereichs-Kommando 1/XI; Flughafen-Bereichs-Kommando 3/XI; Flughafen-Bereichs-Kommando 6/XI; Flughafen-Bereichs-Kommando 9/XI; Flughafen-Bereichs-Kommando 12/XI | |
| Luftgau-Kommando XII  | 5. Flak-Division; 21. Flak-Division; Flak-Brigade VI; Flughafen-Bereichs-Kommando 1/XII; Flughafen-Bereichs-Kommando 2/XII; Flughafen-Bereichs-Kommando 11/XII | |
| Luftgau-Kommando XVII | 16. Flak-Brigade; Flughafen-Bereichs-Kommando 1/XVII; Flughafen-Bereichs-Kommando 2/XVII | |
| 1. Dezember 1943      | | |
| I. Jagdkorps          | 1. Jagd-Division; 2. Jagd-Division; 3. Jagd-Division; 7. Jagd-Division | |
| 30. Jagd-Division     | Stab, I., II., III. und IV./Jagdgeschwader 300; Stab, I., II. und III./Jagdgeschwader 301; Stab, I., II. und III./Jagdgeschwader 300 | |
| Luftgau-Kommando I    | | |
| Luftgau-Kommando III  | 1. Flak-Division; 14. Flak-Division | |
| Luftgau-Kommando VI   | 4. Flak-Division; 7. Flak-Division; 22. Flak-Division | |
| Luftgau-Kommando VII  | 4. Flak-Brigade; 20. Flak-Brigade | |
| Luftgau-Kommando VIII | | |
| Luftgau-Kommando XI   | 3. Flak-Division; 8. Flak-Division; 8. Flak-Brigade; 15. Flak-Brigade | |
| Luftgau-Kommando XII  | 21. Flak-Division; 21. Flak-Brigade | |
| Luftgau-Kommando XVII | 16. Flak-Brigade | |